# Delete (canção)
"Delete" (estilizado em minúsculas) é um single da banda de rock japonesa SID, lançado em 4 de março de 2020 pela Ki/oon Music. A canção é tema de abertura de Nanatsu no Taizai: Kamigami no Gekirin.
Sora Amamiya, que interpreta Elizabeth no anime, fez um cover de "Delete" para o álbum tributo Sid Tribute Album -Anime Songs- de 2023.

## Promoção e lançamento
A música foi tocada pela primeira vez em um show no Tokyo International Forum Hall em 21 de novembro de 2019, o último show da turnê em promoção ao álbum Shonin Yokkyu. Seu lançamento como single foi anunciado em 25 de dezembro. "Delete" foi liberada antecipadamente nos serviços de streaming assim que começou a tocar em Nanatsu no Taizai, no dia 8 de janeiro de 2020 e a versão encurtada do videoclipe foi enviada no YouTube as 20:00 horas. Às 18 horas e 30 minutos, os membros iniciaram uma livestream no YouTube para falar sobre o single. Foram reveladas as informações completas sobre os formatos, conteúdo e artes do single. Em 19 de fevereiro a versão completa do videoclipe foi disponibilizada no YouTube, mostrando os quatro integrantes tocando um de frente para o outro.
"Delete" foi lançado em 4 de março em três edições: regular, limitada e a edição limitada do anime. A edição regular acompanha somente o CD com a faixa título e sua versão instrumental. A edição limitada inclui além disso um DVD com o videoclipe da canção e seu making-of, e a edição limitada do anime inclui a versão de televisão de "Delete" e o vídeo da abertura do anime sem os créditos. Os primeiros compradores do single na Tower Records ganharam um pôster de brinde.

## Estilo musical e temas
SID contou que estava honrado em colaborar com um anime tão popular, e explicou a mensagem da canção:

“Delete” é uma mensagem para quem tem um “passado” ou “presente” que gostaria de apagar, e a nossa canção expressa a ideia de viver fortemente apesar disso. Ficaríamos felizes se isso ressoasse nas pessoas que nos conheceram através do anime.
CD Journal comentou que a canção traz uma uma "sensação de rítmo acelerado" e possui um "arranjo cativante".

## Desempenho comercial
Alcançou a 25° posição na Oricon Singles Chart semanal e ficou na parada por três semanas. Foi a primeira vez desde "Sweet?" (2005) que um single da banda não ultrapassou o top 20 da Oricon.

## Faixas
Todas as letras escritas por Mao. 
| N.º            | Título                  | Música         | Duração |  |
| 1.             | "Delete"                |                | 3:33    |  |
| 2.             | "Delete" (Instrumental) |                | 3:34    |  |
| 3.             | "Delete" (TV Size)      |                | 1:33    |  |
| Duração total: | Duração total:          | Duração total: | 8:42    |  |

### Edição limitada
| DVD |                                   |         |  |
| N.º | Título                            | Duração |  |
| 1.  | "Delete" (Videoclipe)             |         |  |
| 2.  | "Delete" (Music Video & off shot) |         |  |

### Edição anime
| Faixa bônus |                    |         |  |
| N.º         | Título             | Duração |  |
| 3.          | "Delete" (TV Size) | 1:33    |  |

| DVD | |         |  |
| N.º | Título | Duração |  |
| 1.  | "Delete" (Videoclipe) |         |  |
| 2.  | "Nanatsu no Taizai Kamigami no Gekirin Non Credits Opening" (「七つの大罪 神々の逆鱗」 （ノンクレジット オープニング映像）) | 1:33    |  |

## Créditos
- Mao – vocal
- Shinji – guitarra
- Aki – baixo
- Yūya – bateria